# Бакулев, Александр Николаевич
Алекса́ндр Никола́евич Ба́кулев (25 ноября [7 декабря] 1890, Бакули, Вятская губерния — 31 марта 1967, Москва) — советский учёный-хирург, академик АН СССР, один из основоположников сердечно-сосудистой хирургии в СССР. Герой Социалистического Труда. Лауреат Ленинской премии.

## Биография
Родился 25 ноября (7 декабря) 1890 года в деревне Невениковская (ныне Слободской район (Кировская область), Кировская область). Происходил из древней вятской фамилии Бакулевых.
Окончил Первую Вятскую гимназию в 1911 году, затем — медицинский факультет Саратовского университета (1915).
Участник Первой мировой войны, два с половиной года нёс службу на Западном фронте младшим врачом 80-го Кабардинского полка. За участие в разведывательной операции был награждён орденом Св. Станислава 3-й степени.
С 1919 года работал ординатором в университетской хирургической клинике под руководством С. И. Спасокукоцкого; с 1926 года — на кафедре хирургии 2-го Московского медицинского института (возглавил эту кафедру в 1943 году).
Профессиональная деятельность Бакулева связана с такими направлениями медицины, как хирургия почек, костная хирургия, хирургическое лечение язвенной болезни, хирургия сердца, опухоли средостения и лёгких. В 1948 году произвёл операцию по поводу врождённого порока сердца. Бакулев был также одним из пионеров нейрохирургии в СССР. Основатель и первый директор Института грудной хирургии (позднее Институт сердечно-сосудистой хирургии им. А. Н. Бакулева). Один из организаторов Пироговских чтений.
Президент АМН СССР с 14 декабря 1953 года по 29 января 1960 года. Депутат (от Москвы) Совета Союза Верховного Совета СССР 4 и 5 созывов (1954—1962).
Дружил с секретарём И. В. Сталина А. Н. Поскрёбышевым.
Умер 31 марта 1967 года. Похоронен в Москве на Новодевичьем кладбище (участок № 6).

## Награды и премии
- Орден Св. Станислава 3-й степени
- Герой Социалистического Труда (Указ Президиума Верховного Совета СССР от 8 декабря 1960 года)
- Ленинская премия (1957)
- Сталинская премия второй степени (1949) — за разработку методов радикальных хирургических операций при лёгочных заболеваниях и внедрение этих методов в лечебную практику
- три ордена Ленина
- орден Трудового Красного Знамени
- орден Красной Звезды
- медали
- орден «За заслуги перед народом» (СФРЮ)
- орден «За гражданские заслуги» (НРБ)
- заслуженный деятель науки РСФСР (1946)

## Научные труды
- Врожденные пороки сердца. Москва, 1955.
- О хирургии сердца. Молодая гвардия, Москва 1958.
- Хирургическое лечение гнойных заболеваний легких. Медгиз, Москва 1961.
- Хирургическое лечение опухолей и кист средостения. Медицина, Москва 1967.

## Память
- Именем академика Бакулева названа улица в Москве.
- В честь А. Н. Бакулева 4 мая 1999 года назван астероид 5681 Bakulev, открытый в 1990 году астрономом Л. В. Журавлёвой.
- В честь А. Н. Бакулева ПАО «Аэрофлот» назвал свой самолёт Airbus A330 (RA-73700)

### Документальный фильм «Ключ к сердцу»
В 2005 году был снят документальный фильм, посвящённый памяти Бакулева. Проект создан на основе личных записей хирурга, а также воспоминаний родственников и коллег.

## Семья
- отец — Николай Никитич Бакулев.
- мать — Мария Фёдоровна Бакулева (Осетрова).
- вторая жена (с 1926) — Валентина Петровна (1904—1996).
- сын (от второй жены) — Бакулев, Пётр Александрович (1928—2018).
- дочь — Марина Александровна Бакулева (1931).